# The Coptic Encyclopedia
The Coptic Encyclopedia je osmisvazkové dílo týkající se teologie, historie, jazyka, umění, architektury, archeologie a hagiografie koptského Egypta, vzniklé pod redakcí dr. Azize Suryala Atiyi (1898–1988) v prostředí koptů žijících v Americe. Dílo, jehož příprava započala v roce 1980, vyšlo v roce 1991 a je plodem práce týmu, čítajícího 250 badatelů. Od roku 2009 získala Claremont Graduate University School of Religion práva rozvíjet a upravovat webovou podobu Koptské encyklopedie.

## Svazky encyklopedie
- Vol. 1, Abab-Azar
- Vol. 2, Babī-Cros
- Vol. 3, Cros-Ethi
- Vol. 4, Ethi-John
- Vol. 5, John-Mufa
- Vol. 6, Muha-Pulp
- Vol. 7, Qalʿ-Zost
- Vol. 8, Maps, appendix, index

## Bibliografický údaj
- ATIYA, Aziz Suryal. The Coptic encyclopedia. New York City: Macmillan Publishers, 1991. Dostupné online. ISBN 0-02-897025-X.